# Protomycetaceae
Protomycetaceae es una familia de hongos en el orden Taphrinales. En el 2008 se estimaba que la familia contiene 6 géneros y 22 especies.